# كارثي
كارثي هو ممثل هندي ولد في 25 مايو 1977.

## روابط خارجية
كارثي على موقع IMDb (الإنجليزية)
- كارثي على موقع ميوزك برينز (الإنجليزية)
- كارثي على موقع قاعدة بيانات الفيلم (الإنجليزية)